# Beautiful Stories for Ugly Children
| Recensione                 | Giudizio |
| -------------------------- | -------- |
| AllMusic                   |          |
| About.com                  |          |
| The Marshalltown Chronicle |          |
| Metal Underground          |          |

Beautiful Stories for Ugly Children è il settimo album del gruppo alternative metal Mushroomhead pubblicato nel 2010 da Megaforce Records.

## Il disco
L'album, quarto album in studio del gruppo, è stato distribuito dall'etichetta Megaforce Records il 28 settembre 2010, ma il primo singolo, Come On, era già stato pubblicato il 16 agosto. È stato l'ultimo album registrato insieme al bassista Jack "Pig Benis" Kilcoyne e il chitarrista Dave "Gravy" Felton, ed è stato l'unico album a vedere la partecipazione di Lil Dan per le percussioni.
Come On è stato pubblicato senza censura su iTunes il 31 agosto. Il video della canzone è apparso su Headbangers Ball di MTV il 27 dicembre e i Mushroomhead l'hanno presentato di persona. La canzone compare anche in un episodio della settima stagione di Criminal Minds, Nell'occhio del tornado.
Come affermato dal gruppo, il titolo dell'album deriva da una serie di fumetti omonima della DC Comics. I Mushroomhead volevano che il titolo dell'album riflettesse la natura delle canzoni stesse, e che il titolo è arrivato una volta incorporati gli elementi visivi del progetto.

## Accoglienza
Dopo la pubblicazione Beautiful Stories for Ugly Children è stato l'album più scaricato su iTunes, ha debuttato alla posizione 9 nella classifica indie di Billboard e alla 44 su Billboard 200 per aver venduto ben 11,000 copie nella prima settimana dalla pubblicazione.

## Tracce
1. Come On – 4:07
2. Inspiration – 3:46
3. Slaughterhouse Road – 3:41
4. I'll Be Here – 4:36
5. Burn the Bridge – 5:10
6. Holes in the Void (con Joe Altier e Sarah Sloan) – 4:45
7. Harvest the Garden – 4:34
8. The Harm You Do – 4:06
9. Your Demise – 4:21
10. The Feel – 3:50
11. Darker Days – 3:46
12. Do I Know You? – 2:46